# Raid viking sur Séville
Le raid viking sur Séville, qui fait alors partie de l'Émirat omeyyade de Cordoue, a lieu en 844.
Après avoir attaqué les côtes Ouest de la Péninsule Ibérique, une flotte Viking arrive à Išbīliya (aujourd'hui Séville) à travers le Guadalquivir le 25 septembre et prend la ville le 1er ou le 3 octobre. Les Vikings pillent la ville et ses environs. L'Émir Abd ar-Rahman II de Cordoue mobilise une grande armée et appelle au djihâd contre les envahisseurs païens . Après une série d'engagements indécis, l'armée musulmane écrase les Vikings le 11 ou le 17 novembre 844 et reprend la ville de Séville alors en ruine. Les Vikings sont alors contraint de fuir le pays, certains d’entre eux sont tenus prisonnier par les musulmans et sont réduits en esclaves. 

## Contexte

Une carte de l'Europe montrant les raids et les colonies vikings au fil du temps au cours de l'Âge viking. Les zones soumises aux raids vikings avec peu ou pas de colonies vikings sont indiquées en vert.

Après la révolution abbasside qui renverse le Califat omeyyade vers 750, les musulmans de la Péninsule Ibérique, appelée Al-Andalus, déclarent un émirat indépendant, avec pour capitale Cordoue en 756. L'Émirat dirigé par les Omeyyades accueille des vagues de réfugiés fuyant le Califat abbasside, et devient rapidement un centre de développement intellectuel. Le raid en 844 est la première incursion Viking à grande échelle confirmée sur la Péninsule Ibérique. Pendant cette période, Al-Andalus est dans un état de paix précaire avec les chrétiens ibériques et les Francs au nord, parsemé d'escarmouches constantes et de campagnes militaires occasionnelles à travers une sorte de zone démilitarisée entre eux. Il pourrait y avoir de petites incursions vikings dans le Royaume des Asturies au début du IXe siècle avant ce raid.

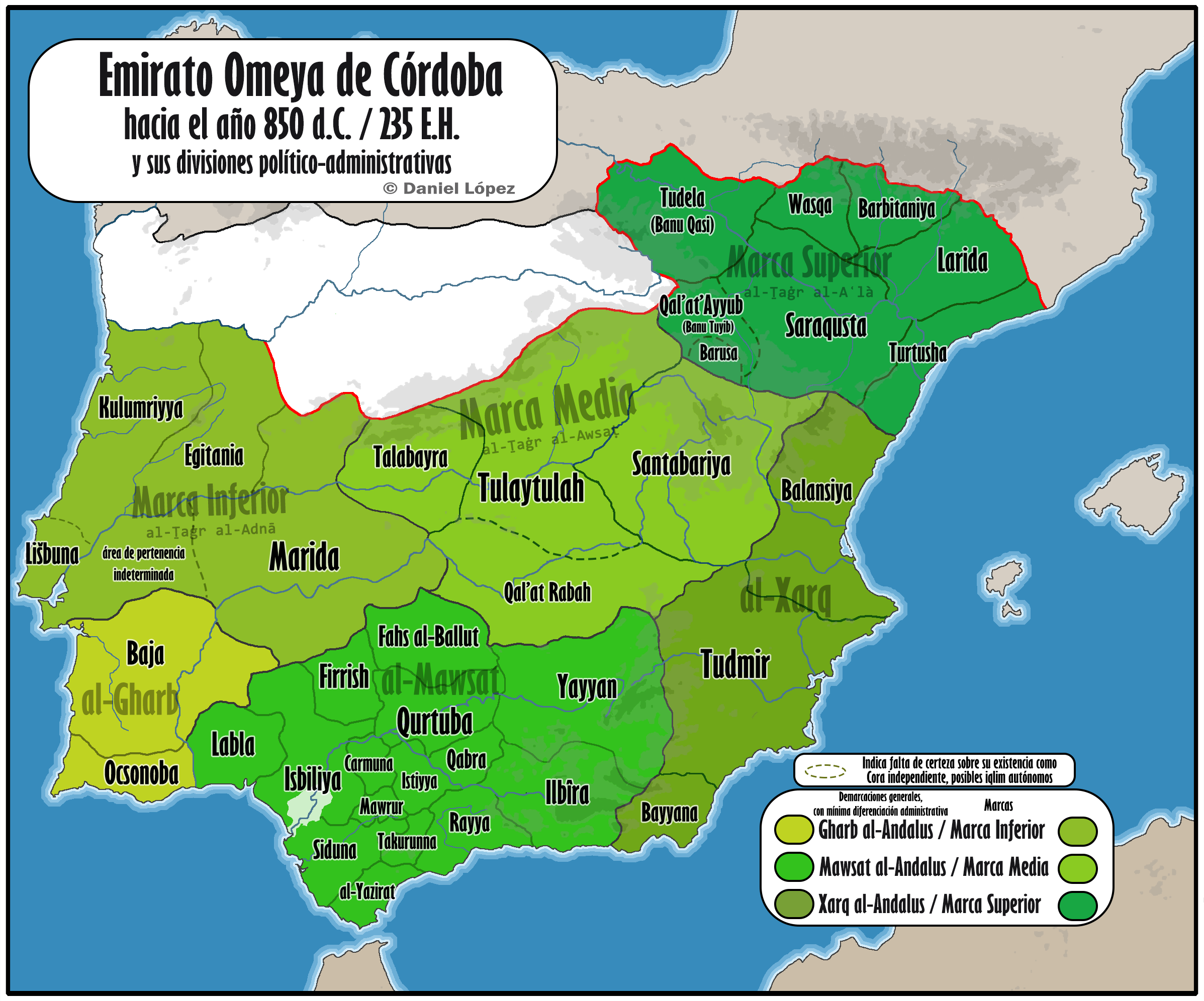
L'Émirat de Cordoue en 850.

La flotte viking est, avant d'attaquer Séville, vue près des côtes de la France actuelle sur les fleuves français (la Seine, la Loire et la Garonne) . Ils pillent le Royaume des Asturies, sous le règne du roi chrétien Ramire Ier des Asturies, mais subissent de lourdes pertes à La Corogne et sont vaincus par Ramire à la Tour d'Hercule. Ensuite, ils naviguent vers le sud et pillent la côte atlantique. Ils prennent la ville musulmane de Lisbonne en août ou septembre 844 et l'occupent pendant 13 jours, période pendant laquelle ils se livrent à des escarmouches avec les Maures,. Le gouverneur de Lisbonne, Wahballah ibn Hazm, écrit sur l'attaque à l'émir Abd ar-Rahman II de Cordoue,. Après avoir quitté Lisbonne, ils naviguent plus au sud et attaquent les villes andalouses de Cadix, Medina-Sidonia et Algésiras, et peut-être la ville d'Assilah, au sein de l'émirat idrisside.

## Raid et reconquête
Le 25 septembre, les Vikings arrivent près de Séville après avoir remonté le Guadalquivir. Ils installent leur base sur Isla Menor, une île défendable des Marais du Guadalquivir. Le 29 septembre, les forces musulmanes locales marchent contre les Vikings mais sont vaincues. Les Vikings prennent d'assaut Séville le 1 ou le 3 Octobre après un bref siège et de violents combats,,,. Ils pillent la ville et, selon les historiens musulmans, infligent à ses habitants « la terreur de l'emprisonnement ou de la mort » et n'épargne « même pas les bêtes de somme »,,. Bien que la ville non fortifiée de Séville soit prise, sa citadelle reste aux mains des musulmans. Les Vikings tentent, sans succès, d'incendier la grande mosquée de la ville :  après avoir tiré des flèches enflammées sur la toiture, ils amoncellent du bois et de la paille à l’intérieur de l’édifice dans le but de propager les flammes jusqu’au plafond, mais ne parviennent pas à en provoquer la destruction. Une légende locale, évoque l’intervention mystérieuse d’un jeune homme d’une grande beauté — parfois interprété comme un ange — qui aurait contenu les envahisseurs à l’intérieur de la mosquée pendant trois jours, les empêchant d’en sortir.

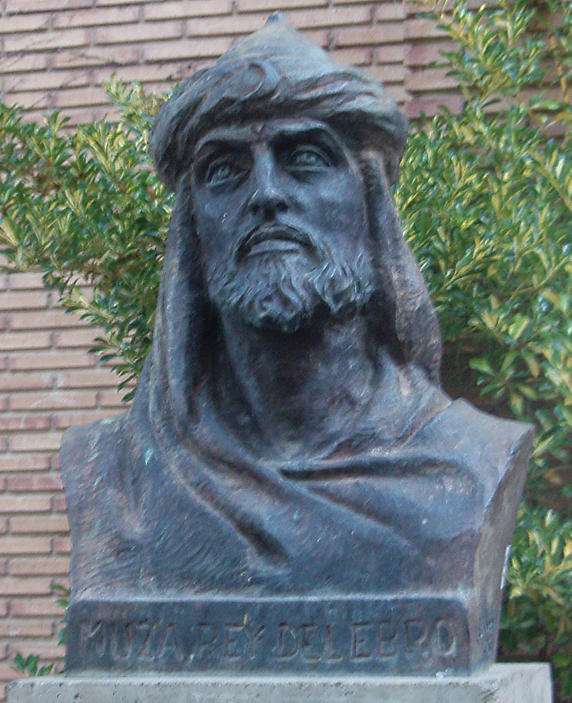
Musa ibn Musa, l'un des commandants musulmans qui ont affronté les Vikings.

Lorsqu'il apprend la chute de Séville, Abd ar-Rahman II mobilise son armée sous la direction de son Hadjib, Isa ibn Shuhayd. Il convoque les gouverneurs voisins pour rassembler leurs hommes. Ils se rassemblent à Cordoue, puis marchent vers Axarafe, une colline près de Séville, où Isa ibn Shuhayd installe son quartier général. Un contingent dirigé par Musa ibn Musa, le dirigeant de la principauté semi-indépendante Banu Qasi au nord de l'Espagne, rejoint cette armée malgré la rivalité politique de Musa ibn Musa avec Abd ar-Rahman et joue un rôle important dans la campagne,.
Dans les jours suivants, les deux parties s'affrontent à plusieurs reprises, avec des résultats variables,. Finalement, les musulmans remportent une victoire majeure le 11 ou le 17 novembre à Talyata,,. Selon des sources musulmanes, 500 à 1 000 Vikings sont tués et 30 de leurs navires sont détruits,. Les musulmans utilisaient le Feu grégeois, un liquide incendiaire lancé par des catapultes, pour brûler les navires des envahisseurs. Les Maures rapportent également que les commandants Vikings sont tués et qu'au moins 400 d'entre eux sont capturés – dont beaucoup sont pendus aux palmiers de Talyata,. Les autres Vikings se retirent sur leurs navires et naviguent en aval tandis que les habitants de la campagne environnante leur jettent des pierres. Bientôt, les Vikings proposent d'échanger le butin ainsi que les prisonniers qu'ils ont fait contre des vêtements, de la nourriture et un voyage retour sans entrave,. Ensuite, ils rejoignent le reste des leurs sur la côte. Leur flotte affaiblie, suivie par les navires d'Abd ar-Rahman II, quitte la Péninsule Ibérique après un bref raid en Algarve.

## Conséquences
La ville de Séville et ses alentours restent en ruines. Les destructions causées par les pillards vikings terrifient les habitants d'Al-Andalus. Abd ar-Rahman II ordonne de nouvelles mesures pour se prémunir contre de nouveaux raids. Il établit un arsenal naval («dar al-sina'a») à Séville et construit des murs autour de la ville et d'autres localités. Des navires et des armes sont fabriqués, des marins et des troupes sont levés, et des réseaux de messagerie sont établis pour diffuser des informations sur les attaques futures,. Ces mesures réussissent à contrecarrer les raids vikings ultérieurs en 859 et 966.
La plupart des Vikings retournent sur les côtes de la France actuelle, et leur défaite face à l'armée andalouse les aurait découragés d'attaquer à nouveau la Péninsule Ibérique. L'année suivante, les Vikings envoient une ambassade à la cour d'Abd ar-Rahman II, qui nomme alors le poète Yahya ibn al-Hakam (surnommé « Al-Ghazal » — la Gazelle —) en tant qu'ambassadeur auprès des Vikings,. Des sources islamiques ultérieures rapportent que certains des pillards restent pour s'installer dans la région, se convertissent à l'Islam et deviennent des commerçants de fromage.

## Historiographie
Des récits du raid viking apparaissent dans les travaux d'historiens musulmans, notamment Ibn al-Qūṭiya de Cordoue (mort en 977), Ibn Idhari (écrit c.  1299, sources du Xe siècle), et al-Nuwayri (1284-1332). Dans le calendrier islamique, l'attaque a lieu dans le « hijri » année 230. Dans les sources musulmanes, les Vikings sont désignés par l'épithète de « Majus » (« adorateur du feu » : un terme initialement utilisé pour les Zoroastriens à l'Est),. Depuis que la flotte viking a attaqué le royaume chrétien des Asturies avant le raid de Séville, les chroniques espagnoles contiennent également des traces du raid viking.
L'historienne indépendante Ann Christys estime que de nombreux détails du récit traditionnel du raid pourraient ne pas être fiables. Elle admet que les Vikings ont attaqué Lisbonne, Séville et menacé Cordoue avant d'être repoussés, mais d'autres détails tels que les noms des commandants des défenseurs musulmans ont été ajoutés par des auteurs ultérieurs, car « c'était important pour les acteurs clés de l'Ibérie chrétienne et musulmane » pour revendiquer la victoire sur les Vikings.